# Kamala Nehru
Kamala Nehru, (Hindi:कमला नेहरू); (nata Kamala Kaul; Delhi, 1º agosto 1899 – Losanna, 28 febbraio 1936), è stata un'attivista indiana per l'indipendenza del suo paese. Moglie di Jawaharlal Nehru (leader del Congresso Nazionale Indiano), che fu Primo ministro dell'India, e madre di Indira Gandhi che avrebbe ricoperto lo stesso incarico, prima donna in quel ruolo. Suo nipote, Rajiv Gandhi, fu anche lui Primo ministro dell'India per un periodo di 5 anni.

## Biografia
Kamala Kaul nacque a Delhi, all'epoca India britannica, il 1º agosto 1899 da Rajpati e Jawaharmal Kaul, un bramino del Kashmir della classe media. Era la maggiore di due fratelli, Chand Bahadur Kaul e Kailash Nath Kaul, e di una sorella, Swarup Katju. L'educazione di Kamala si svolse a casa sotto la supervisione di insegnanti visitatrici.

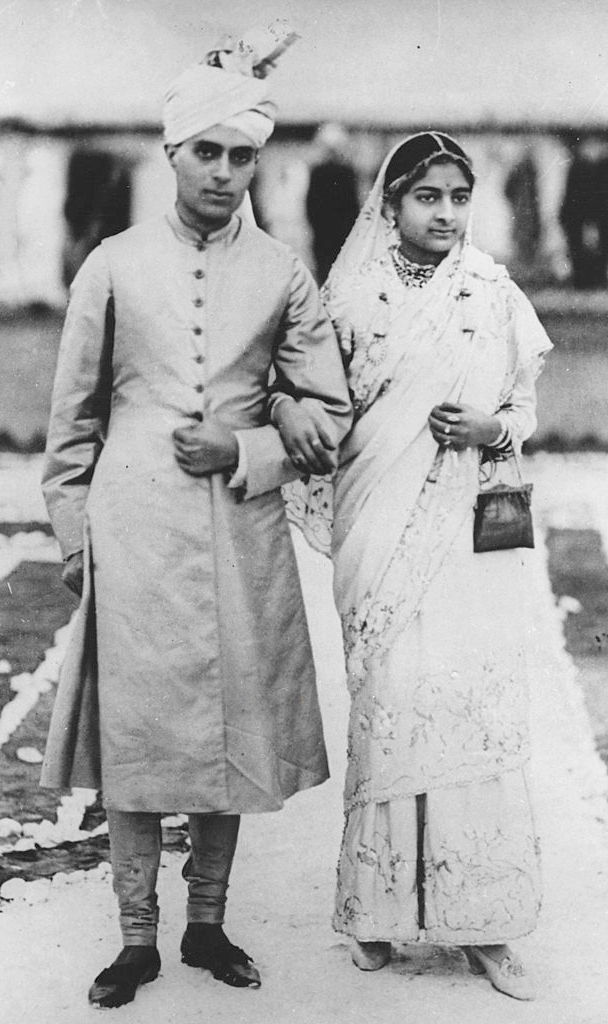
Jawaharlal e Kamala Nehru nel giorno del loro matrimonio, 8 febbraio 1916

L'8 febbraio 1916, il giorno della festa indù che segna l'arrivo della primavera, la sedicenne Kamala Kaul sposò Jawaharlal Nehru, che aveva 10 anni più di lei, nello storico Haskar Haveli a Sitaram Bazar. Suo marito andò in gita sull'Himalaya poco dopo il loro matrimonio. Nella sua autobiografia, Jawaharlal Nehru, riferendosi a sua moglie, affermò: "L'ho quasi trascurata"." Un anno dopo il matrimonio, il 19 novembre 1917, nacque la loro unica figlia, che fu chiamata Indira. Nel novembre del 1926, Kamala diede alla luce un maschietto, ma visse solo una settimana.
Negli anni '20, Kamala Nehru trascorse del tempo in uno degli ashram di Kasturba Gandhi. Lì incontrò Prabhavati Devi, la moglie di Jayaprakash Narayan, un importante combattente per l'indipendenza e la libertà dell'India. Mantennero una profonda amicizia e si scambiarono lettere fino alla morte di Kamala Nehru. Queste lettere di Nehru furono consegnate poi da Prabhavati Devi a Indira Gandhi.
Nel 1930, dopo l'arresto di quasi tutti i leader del Congresso Nazionale Indiano e di decine di attivisti, tra cui Nehru, le donne indiane si unirono alla lotta contro il governo britannico. Kamala guidò tutte le donne di Allahabad, ed esse furono unanimemente d'accordo con le sue decisioni e i suoi consigli. Contadine, lavoratrici, donne dell'alta società e mendicanti organizzarono raduni in violazione degli ordini governativi, boicottarono i negozi inglesi, bruciarono merci inglesi. Scrisse in seguito Jawaharlal Nehru: "Non dimenticherò mai la profonda emozione che ci ha pervaso quando noi, che all'epoca eravamo nel carcere di Naini, siamo venuti a conoscenza di questo. Come eravamo infinitamente orgogliosi delle donne dell'India! Non eravamo quasi in grado di parlarne, perché i nostri cuori traboccavano e i nostri occhi erano annebbiati dalle lacrime". 
Il primo giorno del 1931, Kamala fu arrestata e imprigionata per la prima volta. Al momento dell'arresto, sono: "Sono immensamente felice e orgogliosa di seguire le orme di mio marito!". Motilal Nehru elogiò sua nuora: "Ben fatto donna. Era il tipo di moglie di cui Jawaharlal aveva bisogno". Fu poi arrestata in un'altra occasione per il suo coinvolgimento nelle attività della lotta per l'indipendenza, insieme a sua madre, Sarojini Naidu, e a molte altre donne della lotta per l'indipendenza indiana. Durante questo periodo avviò un dispensario nella sua casa di Swaraj Bhavan, convertendo alcune stanze in un dispensario del Congresso per curare gli attivisti feriti, le loro famiglie e altri residenti di Allahabad (ora Prayagraj). Dopo la sua morte, il Mahatma Gandhi, con l'aiuto di altri leader di spicco, trasformò questo dispensario in un vero e proprio ospedale noto come Kamla Nehru Memorial Hospital in sua memoria.

## Morte
Kamala Nehru morì dopo una lunga malattia il 28 febbraio 1936 a Losanna, in Svizzera, con la figlia e la suocera al suo fianco. Durante i suoi ultimi anni, Kamala Nehru si ammalò spesso e fu portata in un sanatorio in Svizzera per le cure, anche se in seguito tornò in India quando sembrava fosse guarita. All'inizio del 1935, quando la salute di Kamala Nehru peggiorò di nuovo, fu portata a Badenweiler in Germania da Subhash Chandra Bose e ricoverata in un sanatorio per le cure. Suo marito Jawaharlal Nehru era in prigione in India in quel periodo. Quando la salute della moglie peggiorò, Jawaharlal Nehru fu rilasciato dal carcere e si precipitò in Germania nell'ottobre 1935. La salute di Nehru si deteriorò di nuovo e fu portata in una clinica di Losanna dove morì il 28 febbraio 1936. 

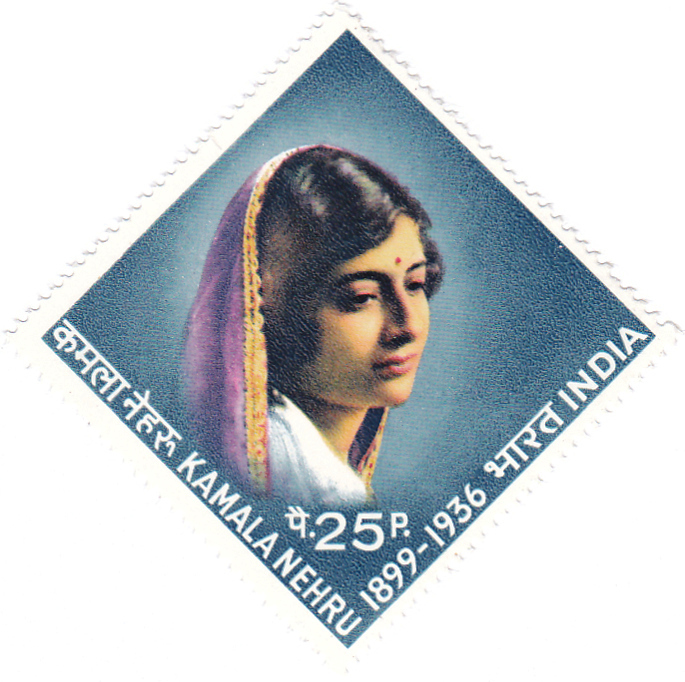
Nehru in un francobollo dell'India nel 1974

Nel prologo della sua autobiografia, in un capitolo aggiunto dopo la morte di Kamala, Jawaharlal Nehru raccontò di essere rimasto devastato e in lutto per mesi. Scrisse anche che "quando divenne una donna, i suoi occhi acquisirono profondità e fuoco, simili a pozze tranquille sul fondo delle quali infuriavano le tempeste. Era fondamentalmente una ragazza indiana, o meglio una ragazza del Kashmir, sensibile e orgogliosa, infantile e adulta, frivola e saggia. Nella mia vita, ho incontrato pochissime persone che mi hanno fatto una così forte impressione con la loro sincerità".

## Riconoscimenti
Un certo numero di istituzioni in India e una strada in Pakistan sono state intitolate in onore di Kamala Nehru, tra cui:

### India
- Parco Kamla Nehru a Mumbai (Bombay)
- Centro salute e benessere Kamala Nehru a Dindigul
- Scuola superiore Kamla Nehru Balika a Patna
- Kamala Nehru College dell'Università di Delhi
- Collegio Kamala Nehru a Korba
- Kamla Nehru College per le donne, a Jodhpur
- Laurea Kamala Nehru Evening College a Bangalore
- Istituto Kamla Nehru di Scienze Fisiche e Sociali Sultanpur a Sultanpur
- Kamla Nehru Memorial Hospital di Allahabad
- Politecnico Kamala Nehru di Hyderabad
- Parco Kamala Nehru a Pune
- Kamla Nehru Prani Sangrahalay a Indore
- Scuola secondaria superiore professionale Kamala Nehru Memorial Vatanappally in Kerala
- Collegio femminile Kamala Nehru a Bhubaneswar
- Scuola secondaria superiore femminile Shaskiya Kamla Nehru a Bhopal
- Scuola superiore femminile governativa Kamal Nehru a Yanam (Puducherry)
- Parco Kamala Nehru a Raigarh, Chattisgarh
- Kamala Nehru Nagar a Ghaziabad
- Gruppo di istituzioni Kamla Nehru, Sultanpur UP

### Pakistan
- A Karachi, una strada porta il suo nome, vicino al Mazar-e-Quaid-e-Azam.[9][10]

### Nella cultura popolare
Kamala Nehru è un film documentario indiano del 1986 diretto da Ashish Mukherjee. Prodotto dalla Films Division del governo indiano, fornisce una panoramica della sua vita e dei suoi contributi.